# Karolina Auguszta magyar királyné
Karolina Auguszta (születési nevén Sarolta Auguszta Karolina; Mannheim, Pfalzi Választófejedelemség, 1792. február 8. – Bécs, Ausztria, Osztrák–Magyar Monarchia, 1873. február 9.), I. Ferenc császár és király negyedik feleségeként Ausztria császárnéja, valamint Magyarország és Csehország királynéja 1816. októberi házasságkötésétől férje 1835. márciusi haláláig. A Wittelsbach-ház birkenfeld–zweibrückeni ágából származott.
Születésekor apja, Miksa József herceg még nem viselt semmilyen uralkodói címet, ez csak később változott meg: 1799-ben pfalzi és bajor választófejedelem, 1806-ban pedig a Napóleon császár támogatásával létrejött Bajor Királyság első koronás fője lett – ezzel Sarolta Auguszta pozíciója is felértékelődött. 1808 júniusában összeházasították Frigyes württembergi király fiával, Vilmos koronaherceggel. Azonban 1814-ben kölcsönös ellenszenvre hivatkozva gyermektelen frigyüket felbontották. 1816. végén másodjára is megházasodott: I. Ferenc osztrák császár negyedik felesége lett. Kapcsolatuk, bár kölcsönös szeretetre épült, gyermektelen maradt.
A mélyen vallásos és kedves természetű Karolina Augusztát kedvelték a császári udvarban. Politikai befolyást nem gyakorolt, arra nem is törekedett, ugyanakkor nagy figyelmet fordított a jótékonykodásra: számos kórházat és szociális intézményt támogatott. Férje halálát követően az özvegy Karolina Auguszta visszavonultan élt Salzburgban és Bécsben. Élete végéig köztiszteletnek örvendett, ma is több intézmény, épület és emlékmű őrzi emlékét.

## Élete

### Származása, ifjúkora

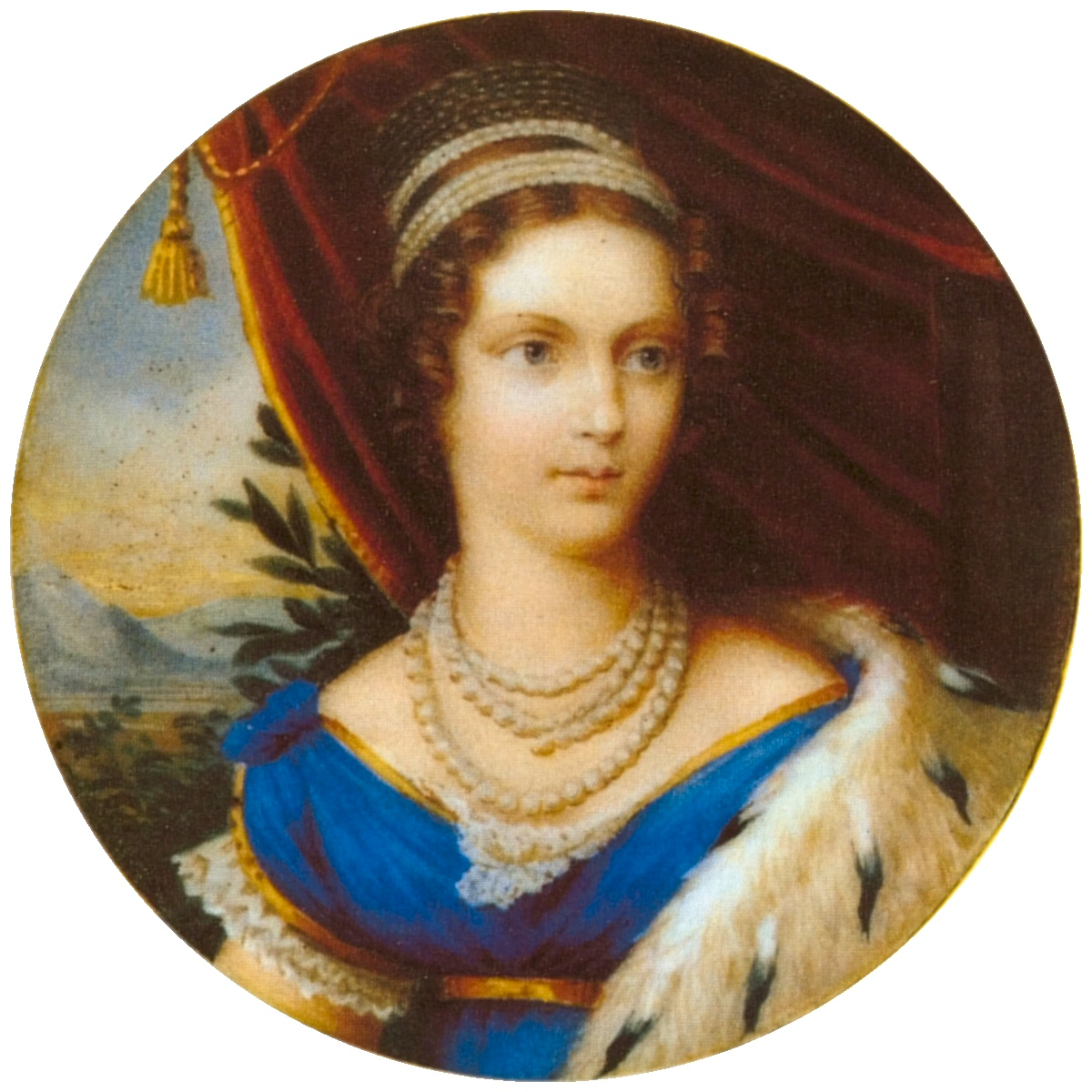
Az ifjú Sarolta Auguszta bajor királyi hercegnő

Sarolta Auguszta hercegnő édesapja a Wittelsbach-ház birkenfeld–zweibrückeni ágából származó Miksa József pfalz-zweibrückeni herceg (1756–1825) volt, Frigyes Mihály pfalz-zweibrückeni uralkodó herceg (1724–1767) és Maria Franziska Dorothea von Pfalz-Sulzbach hercegnő (1724–1794) második fia, 1799-től IV. Miksa József néven bajor választófejedelem, 1806-tól I. Miksa néven bajor király.
Édesanyja Miksa József első felesége, Auguszta Vilma Mária hessen–darmstadti hercegnő (1765–1796) volt, Georg Wilhelm von Hessen-Darmstadt herceg (1722–1782) és Maria Luise Albertine von Leiningen-Dagsburg-Falkenburg (1729–1818) grófnő leánya.
Apja első házasságából öt gyermek született:
1. Lajos Károly Ágost herceg (1786–1868), 1825-től I. Lajos néven bajor király.
2. Auguszta Amália Ludovika hercegnő (1788–1851), aki Jozefina francia császárné első házasságából való fiához, Eugène de Beauharnais-hoz, az Itáliai Királyság francia alkirályához, Leuchtenberg hercegéhez ment férjhez.
3. Amália Mária Auguszta hercegnő (1790–1794), kisgyermekként meghalt.
4. Sarolta Auguszta Karolina hercegnő (1792–1873), osztrák császárné.
5. Károly Tivadar Miksa herceg (1795–1875) tábornagy, aki a polgári Marie-Anne-Sophie Petin-nel (1796–1838) kötött rangon aluli házassága miatt elveszítette trónöröklési jogát.

Édesanyja halála után 1797-ben apja másodszor is megnősült, az evangélikus vallású Karolina Friderika Vilma badeni hercegnőt (1776–1841) vette feleségül, aki 1806. január 1-jén, az új Bajor Királyság kikiáltásakor, I. Miksa király trónra lépésével bajor királynévá emelkedett. A második házasságból nyolc gyermek született, Sarolta Auguszta hercegnő féltestvérei, akik közül öten érték meg a felnőttkort:
1. Egy halva született fiú (*/† 1797)
2. Károly herceg (1800–1803), kisgyermekkorban meghalt.
3. Erzsébet Ludovika hercegnő (1801–1873), aki 1823-ban IV. Frigyes Vilmos porosz királyhoz (1795–1861) ment feleségül.
4. Amália Auguszta hercegnő (1801–1877), aki 1822-ben I. János szász királyhoz (1801–1873) ment feleségül.
5. Mária Anna Leopoldina hercegnő (1805–1877), aki 1833-ban II. Frigyes Ágost szász királyhoz ment feleségül (1797–1854).
6. Zsófia Friderika Dorottya hercegnő (1805–1872), aki 1824-ben Habsburg–Lotaringiai Ferenc Károly főherceghez (1802–1878) ment feleségül, az ő 1830-ban született fiuk lett I. Ferenc József császár és király.
7. Mária Ludovika Vilma hercegnő (1808–1892), aki 1828-ban Miksa József bajor herceghez (Herzog Max Joseph in Bayern, 1808–1888) ment feleségül, az ő 1837-ben született leányuk lett Erzsébet császárné és királyné.
8. Maximiliana Jozefa hercegnő (1810–1821), gyermekként meghalt.

Apja, Miksa József gróf 1789-ig, a francia forradalom kitöréséig a francia királyi hadsereg ezredese volt. A hadseregben kitörő lázadások miatt szüleinek menekülniük kellett, előbb Darmstadtba, majd Mannheimbe. Sarolta Auguszta kisgyermekkorát a francia forradalmi haderő előli menekítés határozta meg. Apja (elhunyt bátyja után) 1795-ben megörökölte Pfalz-Zweibrücken hercegének címét, de országa teljes egészében francia megszállás alatt állt. Édesanyja, Auguszta Vilma Mária hessen–darmstadti hercegnő, akit utolsó gyermekének szülése és az utazások viszontagságai legyengítettek, 1796-ban egy Rajna menti kisvárosban elhunyt.
Apjának franciabarátságát az átélt nélkülözések sem rendítették meg. 1799-ben a Wittelsbach-ház Pfalz-Sulzbach ágának kihalásakor Bajorország választófejedelme lett, majd 1806-ban Napóleon csatlósaként I. Miksa néven Bajorország királyává koronázták.

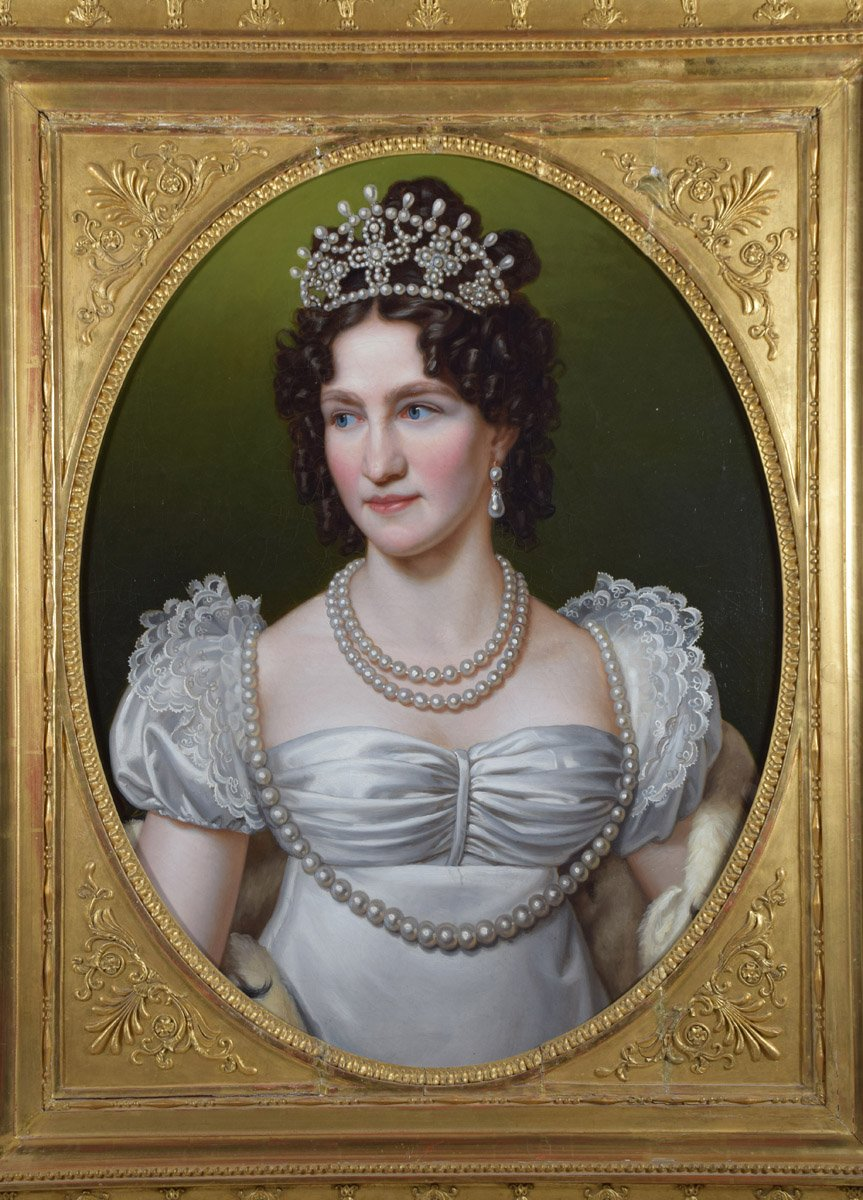
Karolina Auguszta württembergi királyi hercegné

### Házasságai

#### Hercegi esküvő
Sarolta Auguszta hercegnő 1808. június 8-án Stuttgartban feleségül ment I. Vilmos württembergi koronaherceghez (1781–1864), I. Frigyes király fiához, a trón örököséhez. Vilmos ezzel a házassággal akarta megelőzni, hogy az országát megszállva tartó Napóleon császár politikai házasságra kényszeríthesse őt családja valamelyik nőtagjával. 1808-ra Napóleon saját családjában már „elfogytak” a férjhez adható főrangú nőrokonok, ezért első feleségének, Jozefina császárnénak unokahúgát szánta Vilmos királyi hercegnek. A trónörökös élesen visszautasította a császár rangon aluli és megalázó ajánlatát, és Sarolta Auguszta hercegnőt vette feleségül, aki e házassággal württemberi királyi hercegnéi címet kapott.
Napóleon bukása után válási szándékukkal a württembergi bírósághoz fordultak. Férj és feleség egyképpen vallották, hogy házasságukat kölcsönös ellenszenv miatt még nem hálták el. 1814. augusztus 31-én a bíróság felbontotta a házasságot. Mivel mindketten új házasságot akartak kötni, a pápához fordultak, aki 1815-ben hivatalosan semmisnek nyilvánította a frigyet.
Vilmos koronaherceg 1816. január 24-én feleségül vette unokanővérét, Katalin orosz nagyhercegnőt (1788–1819), I. Pál orosz cár (1754–1801) leányát, József nádor első feleségének, az 1801-ben elhunyt Alexandra Pavlovna nagyhercegnőnek húgát.

#### Császári esküvő
Sarolta Auguszta hercegnő 1816. november 10-én feleségül ment a háromszor megözvegyült I. Ferenc osztrák császárhoz, magyar és cseh királyhoz (1768–1835), akinek harmadik felesége, Habsburg–Estei Mária Ludovika főhercegnő 1816. április 7-én hunyt el. (Megjegyzésre érdemes tény, hogy a császár első felesége, az 1790-ben elhunyt Erzsébet Vilma Lujza württembergi hercegnő (1767-1790) egyben a negyedik feleség, Sarolta Auguszta hercegnő első férjének, Vilmos hercegnek nagynénje is volt.) E házasság révén Sarolta Auguszta bajor hercegnőből Karolina Auguszta osztrák császárné, magyar és cseh királyné lett. Tudatosan választotta új nevét, keresztneveinek sorrendjét az esküvő napján megváltoztatva.
A házasság gyermektelen maradt, annak ellenére, hogy a császár szerette negyedik feleségét is. A Habsburg családban egyre gyakoribbá váló gyermektelenség, testi és szellemi fogyaték, korai gyermekhalálozás egyik valószínűsíthető oka a közeli rokonok között kötött házasság lehetett, amit a Habsburgok és a Wittelsbachok is túl régóta gyakoroltak.
|  |  |
|  |  |

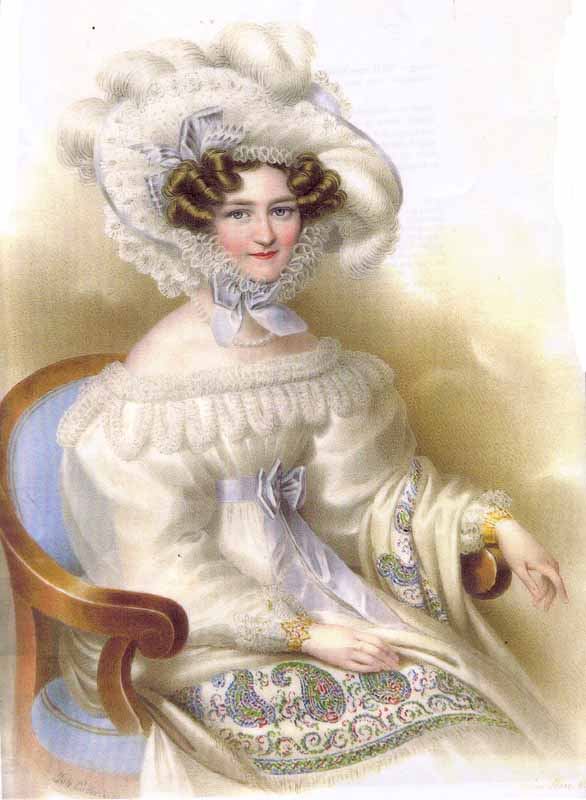
Karolina Auguszta, Ausztria császárnéja
(Johann Ender festménye)

A gyermektelen Karolina Auguszta császárné a politikában semmilyen szerepet sem játszhatott. Jótékonysági tevékenységnek szentelte magát. 1816 és 1835 között a Gonzaga Eleonóra királyné által alapított Csillagkeresztes Rend védnökasszonya volt, ami a katolikus, jótékonykodó nemes asszonyok kitüntetése és szervezete volt. Fáradozásai révén több gyermekintézmény, kórház és számos munkáslakás (mai szóval: „szociális célú bérlakás”) létesült, mint például a „Carolinäum” Bécs V. kerületében, az Arbeitergassén.
Ferenc császár halála (1835) után az özvegy Karolina Auguszta császárné Salzburgban élt, féltestvére, Zsófia Friderika bajor hercegnő (1805-1872) közelében, aki 1824 óta Ferenc császár fiának, Habsburg–Lotaringiai Ferenc Károly főhercegnek felesége volt. Gyermektelen özvegyként nem viselhette a császárnéi címet. Zsófia főhercegnével kezdetben jól megértették egymást, később azonban súrlódások keletkeztek köztük. 1848 után, amikor Zsófia főhercegnő fia, Ferenc József lett a császár, a dominanciára törekvő Zsófia elérte, hogy az özvegy Karolina Augusztát Bécsből Salzburgba „száműzzék”. Barátságos és családias viszonya Zsófia gyermekeivel – köztük Ferenc Józseffel és annak ugyancsak Salzburgba száműzött öccsével, Lajos Viktor főherceggel is – mindezek ellenére továbbra is fennmaradt. Az özvegy császárné még a bizalmatlan és nehezen barátkozó Erzsébet királynéval is jól megértette magát, ami az uralkodócsalád kevés tagjára volt jellemző.

### Elhunyta, emléke
A köztiszteletben álló, általános szeretettel övezett özvegy Karolina Auguszta császárné egy nappal 81. születésnapja után, 1873. február 9-én hunyt el Bécsben. A császári család nyughelyén, a bécsi kapucinusok templomának kriptájában temették el.
Emlékét több intézmény őrzi Németországban és Ausztriában, így a Karolina-Gimnázium a dél-bajorországi Rosenheimben, a salzburgi Karolina Auguszta Múzeum („Museum Carolino Augusteum”). Baden-Württemberg fővárosában, Stuttgartban a Charlottenstrasse és a Charlottenplatz neve emlékeztet Sarolta Auguszta württembergi királyi hercegnére.
Kolozsváron, az Óvárban található Karolina-oszlop  az 1817. augusztus 18. és 27. közötti császári látogatás emlékére készült 1831-ben. Eredetileg a Főtéren volt, majd 1898-ban került az Óvárba, az akkori Karolina térre.